# Xavi Font
Xavi Font (Bellpuig, 1973) es un compositor español, residente en Galicia.

## Historia
Tras formación elemental de piano y guitarra forma parte de diversas formaciones pop y electrónica desde 1987 hasta 2002 (Loopside, Dar Ful Ful y Piano, entre otras). 
En 2004 recibe formación de José Nieto, momento en el que pasa a orientar sus composiciones hacia el mundo audiovisual. Posteriormente sigue formándose en orquestación en Berklee College of Music y en composición con Antón García Abril entre otros.
Desde 2005 compone para numerosos largometrajes y producciones para TV, entre los que destacan 'Hierro' (2019-2021) de Jorge Coira, 'La sombra de la ley' (2018) de Dani de la Torre, 'Agallas’ (2009) de Samuel Martín y Andrés Luque, ‘El diario de Carlota’ (2010) de José Manuel Carrasco y ‘O Apóstolo’ (2012), esta última junto al compositor norteamericano Philip Glass.

## Premios
- Mejor maqueta según los oyentes del programa Disco Grande (2000)
- Grupo revelación del año según el programa Viaje a los sueños Polares de 40 Principales.
- Mejor directo nacional según la revista Go! Mag (2001)
- Nominación XXIV edición de los Premios Goya en la categoría de Mejor canción original (2010)
- Nominación a Premio Mestre Mateo 2010 en la categoría de Mellor música original por 'Agallas'
- Premio Mestre Mateo 2013 Mellor música original por 'O Apóstolo'
- Winner BEST SOUNDTRACK 12th Monstra Animated Film Festival por ‘O Apóstolo’
- Nominación a Premio Mestre Mateo 2014 en la categoría de Mellor música original por 'Salgadura'
- Nominación a Premio Mestre Mateo 2018 en la categoría de Mellor música original por 'Os Fillos do Sol'
- Nominación XXXIII edición de los Premios Goya en la categoría de Mejor música original (2019)
- Premio Mestre Mateo 2019 Mellor música original por 'A Sombra da Lei'
- Premio Mestre Mateo 2020 Mellor música original por 'Hierro'

## Filmografía

### Largometrajes
- Abrígate R.Costafreda 2007
- Agallas S.Martín y A. Luque 2009 -ver Agallas (película)-
- Relatos Mario Iglesias 2009
- El diario de Carlota Jose M. Carrasco 2010
- O Apóstolo Fernando Cortizo 2011
- Tiempo sin aire S.Martín y A. Luque 2015
- La sombra de la ley Dani de la Torre 2018
- O que arde Oliver Laxe 2019
- Ons Alfonso Zarauza 2020 (con Elba Fernández)

### TV
- El espejo A.Sampayo 2007
- O bosque de levas A.Dobao 2007
- Mà morta R.Costafreda 2008
- Cartas italianas Mario Iglesias 2008
- Salaó Jesús Font 2013
- The Avatars Luís Santamaría / Toño López 2014
- Vidago Palace Henrique Oliveira 2017
- Os Fillos do Sol Ramon Costafreda / Kiko Ruiz 2017
- Comtes Carles Porta 2017
- Hierro Jorge Coira 2019-2021 (con Elba Fernández)
- Auga Seca Toño López 2020 (con Elba Fernández)

### Cortometrajes
- Clases Particulares Alauda Ruiz 2005
- Te quiero Mal Mireia Giró 2005
- Lo importante Alauda Ruiz 2006
- Padam... José Manuel Carrasco 2006
- Señales de indiferencia Javi Fernández 2007
- Atención al cliente M.Valin y D.Alonso 2007
- Consulta 16 Jose M. Carrasco 2008
- Aún no estoy muerto Alain Lefebvre 2015